# Leoluca Orlando
Leoluca Orlando (n. el 1 de agosto de 1947 en Palermo, Italia) es un político italiano, alcalde de Palermo, la capital de Sicilia, entre 1985 y 1990, así como entre 1993 y 2000. Estudió en Alemania y en el Reino Unido, graduándose en derecho. Ha sido docente de la Universidad de Palermo. Es conocido por su fuerte oposición a la mafia.

## Biografía
Fue miembro del partido Democracia Cristiana, a cuya accedió en 1976, como consejero de Piersanti Mattarella, quien fue Presidente de la región siciliana en 1978. Dentro de sus iniciativas contra la mafia estuvo devolver la administración del presupuesto de los corruptos gobiernos regionales a las ciudades, y elevando los protocolos de gasto al nivel del resto de Italia, lo que ileagalizaba de facto el proceder mafioso. Mattarella fue asesinado a principios de 1980.
En 1985 fue elegido alcalde de Palermo, gobernando hasta 1990. Durante ese periodo recibió múltiples amenazas debido a su abierta oposición al poder de la mafia. Fue reelegido en 1993 con el 75,2% de los sufragios. En 1992 fue elegido asimismo para la Cámara de Diputados. Dos años más tarde fue asimismo elegido miembro del Parlamento Europeo.
Tras la disolución de la Democracia Cristiana, fundó el movimiento popular La Rete ("La Red"), que en 1999 adhirió al partido Los Demócratas de Romano Prodi. En 2001 fue uno de los fundadores de La Margarita, que heredó la mayoría de los políticos italianos de la desaparecida Democracia Cristiana.
Desde 2000 es Presidente del Instituto para el Renacimiento Siciliano, una organización sin ánimo de lucro creada con el fin de promover una economía y una cultura de la legalidad y de los derechos humanos.
En diciembre de 2000 renunció al cargo de alcalde, lanzándose a la presidencia de la región autónoma de sicilia. En esas elecciones fue sin embargo derrotado por el representante de centro-derecha Salvatore Cuffaro. En 2006 fue expulsado de la La Margarita por haber explícitamente apoyado la candidatura de Rita Borsellino, y no la del candidato oficial Ferdinando Latteri. A continuación adhirió a Italia de los Valores de Antonio Di Pietro, con quien fue elegido a la Cámara de Diputados. Ha sido Presidente de la Comisión Parlamentaria para Asuntos Regionales.
En mayo de 2007 lanzó nuevamente su candidatura de centro izquierda a la alcaldía de Palermo, tras haber ganado las primarias con cerca del 72% de los votos. Sin embargo, perdió ante el actual alcalde, Diego Cammarata de la Casa de las Libertades, quien logró cerca del 53% de los sufragios, contra el 45% de Orlando. Tras los resultados, Orlando denunció un masivo fraude electoral y solicitó la nulidad del proceso. Sus acusaciones son actualmente examinadas tanto por los tribunales penales como administrativos de Sicilia.
En abril de 2008 fue reelegido en la Cámara de Diputados